# Lars Nordenbjelke
Lars Nordenbjelke, före 1809 Bogman,  född 7 mars 1745 i Göteborg, död 19 maj 1814 i Stockholm, var en svensk militär, skeppsbyggmästare och kopparstickare.

## Biografi
Nordenbjelke lärde skeppsbyggeriet under sin morbror Fredrik Henrik af Chapman, utförde 1765–1768 gravyrerna till dennes Architectura navalis mercatoria och hade 1781–1790, under morbroderns styrelse, befattning med byggandet i Karlskrona av de många nya fartyg, med vilka svenska sjökrigsmakten förstärktes. År 1790 blev han ordinarie överskeppsbyggmästare vid Arméns flotta i Stockholm, erhöll 1793, vid införandet av den militära organisationen av Flottornas konstruktionskår, överstelöjtnants grad och utnämndes 1805 till överste. År 1809 adlades han med namnet Nordenbjelke och introducerades på Riddarhuset med nummer 2212 men slöt ätten vid sin död. Han invaldes 1810 i Vetenskapsakademien och var även ledamot av Krigsvetenskapsakademien samt Målar- och bildhuggarakademien.